# Basilika Maria Trost (Carey)

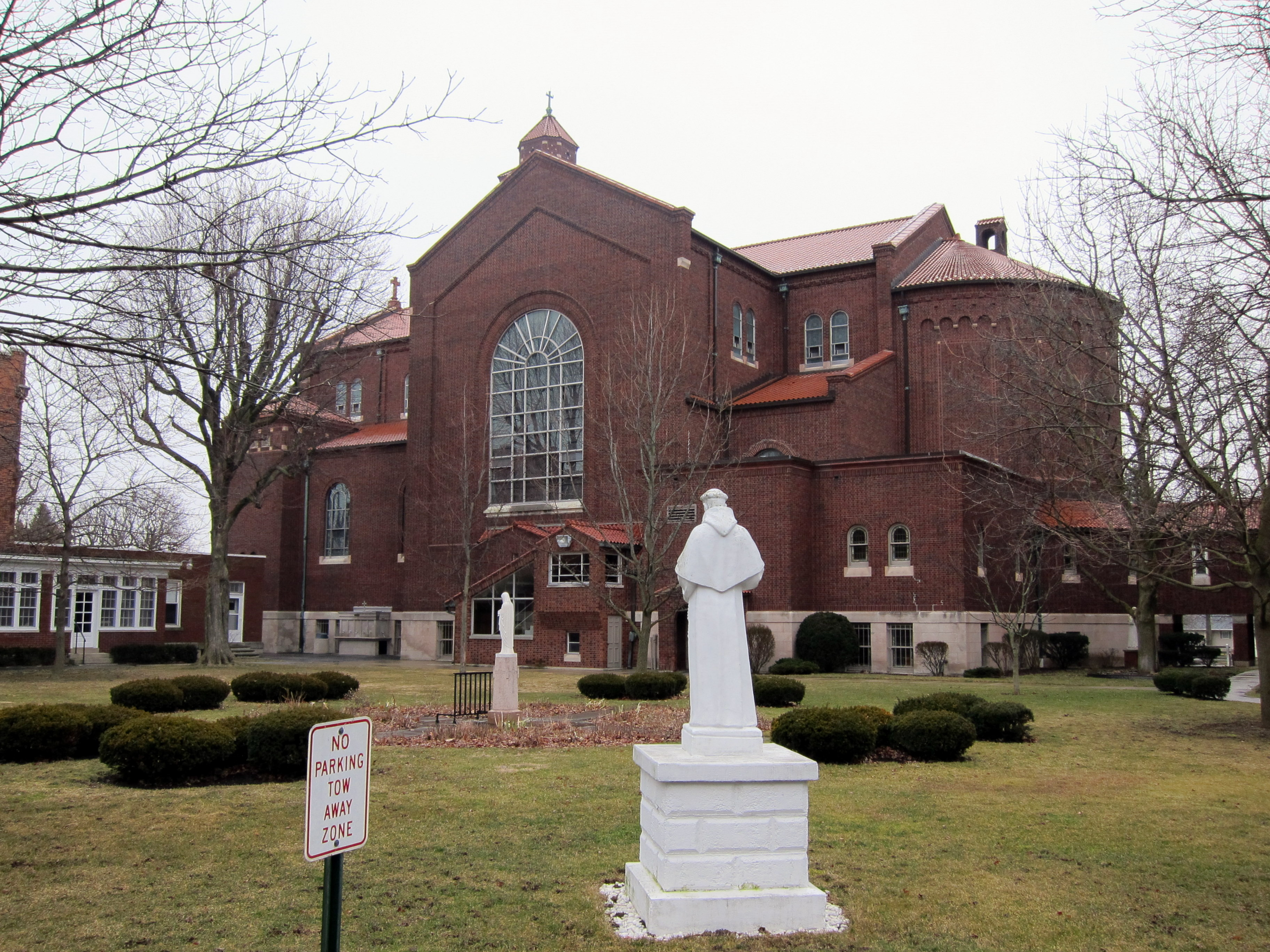
Basilika Maria Trösterin der Betrübten

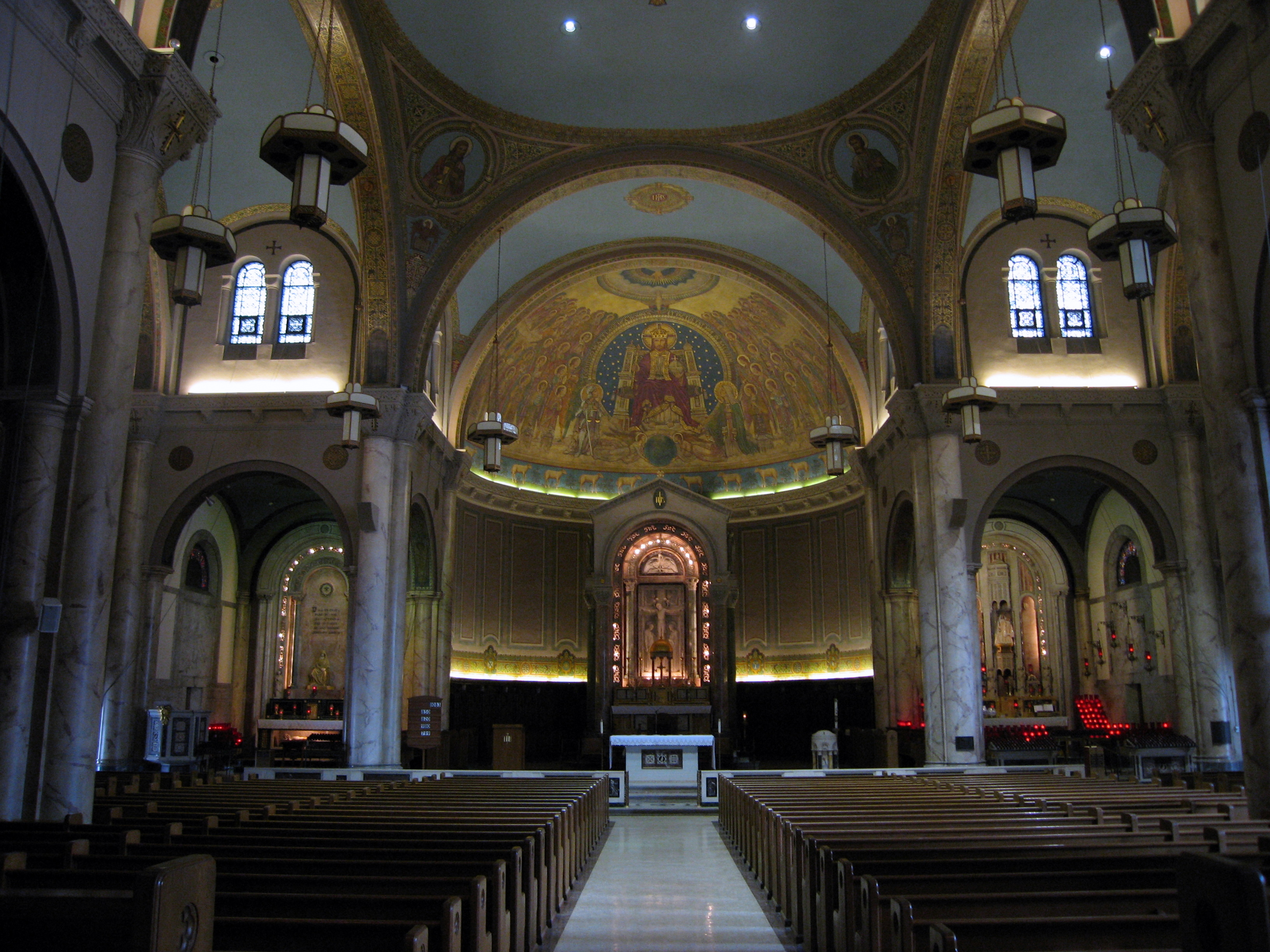
Innenraum

Die Basilika und das Nationalheiligtum der Muttergottes des Trostes (englisch Basilica and National Shrine of Our Lady of Consolation) ist eine römisch-katholische Kirche und ein Marienheiligtum in Carey im US-amerikanischen Bundesstaat Ohio. Die Wallfahrtskirche des Bistums Toledo mit der Anrufung Trösterin der Betrübten hat neben dem Rang einer Basilica minor auch den Status eines katholischen Nationalheiligtums. Die Kirche aus den 1920er Jahren wird vom Franziskanerorden betreut.

## Geschichte
Der Bau der ursprünglichen Pfarrkirche in Carey begann 1868 durch die italienisch dominierten Zuwanderer als erste Kirche des Ortes. Diese bis heute im Heiligtumskomplex erhaltene Holzkirche wurde zunächst als St.-Edwards-Kirche geweiht. Mit der sich verbreitenden Verehrung der Muttergottes des Trostes wurde die Kirche durch die Gemeinde aber in Maria Trost umbenannt. Eine in Auftrag gegebene Nachbildung der Statue in der Kathedrale von Luxemburg kam 1875 in einer großen Prozession an. Die sechsunddreißig Zentimeter hohe Holzstatue stellt Maria und das Christuskind in verzierten Gewändern dar. Bis heute werden dem Heiligtum Heilungen zugesprochen. Der erste Bischof von Toledo, Joseph Schrembs, berief die Franziskaner in die Leitung des Heiligtums, die neben ihrem Provinzhaus auch ein Exerzitienhaus nebst Cafeteria betreiben.

## Basilika
Die steigende Zahl der Pilger machte eine größere Kirche notwendig. Im Jahr 1924 wurde der Bau der neoromanischen Kirche aus rotem Backstein mit 1000 Plätzen geweiht, die im neobyzantinischen Stil ausgestaltet wurde. Die 1929 fertiggestellte, dreischiffige Basilika besitzt einen kreuzförmigen Grundriss, deren Langhaus drei Joch besitzt, während im Chor an ein einzelnes Joch eine runde Apsis mit einem halbkuppelförmigen Gewölbe anschließt. Die Decken sind als Tonnengewölbe ausgeführt. Im Hauptgeschoss befinden sich der Narthex, das  Heiligtum und der Altar, der seine vor dem Zweiten Vatikanum entstandene Konfiguration beibehielt. Über dem Narthex mit Blick auf das Heiligtum erhebt sich eine Chorempore mit der Orgel der Basilika. Im Untergeschoss befindet sich ein zweites Heiligtum mit Beichtstühlen. Seitlich sind im Untergeschoss Vitrinen mit verschiedenen Gegenstände ausgestellt, die von den angeblich Geheilten abgeworfen wurden, darunter Prothesen, Stöcke und Krücken.

## Heiligtumspark

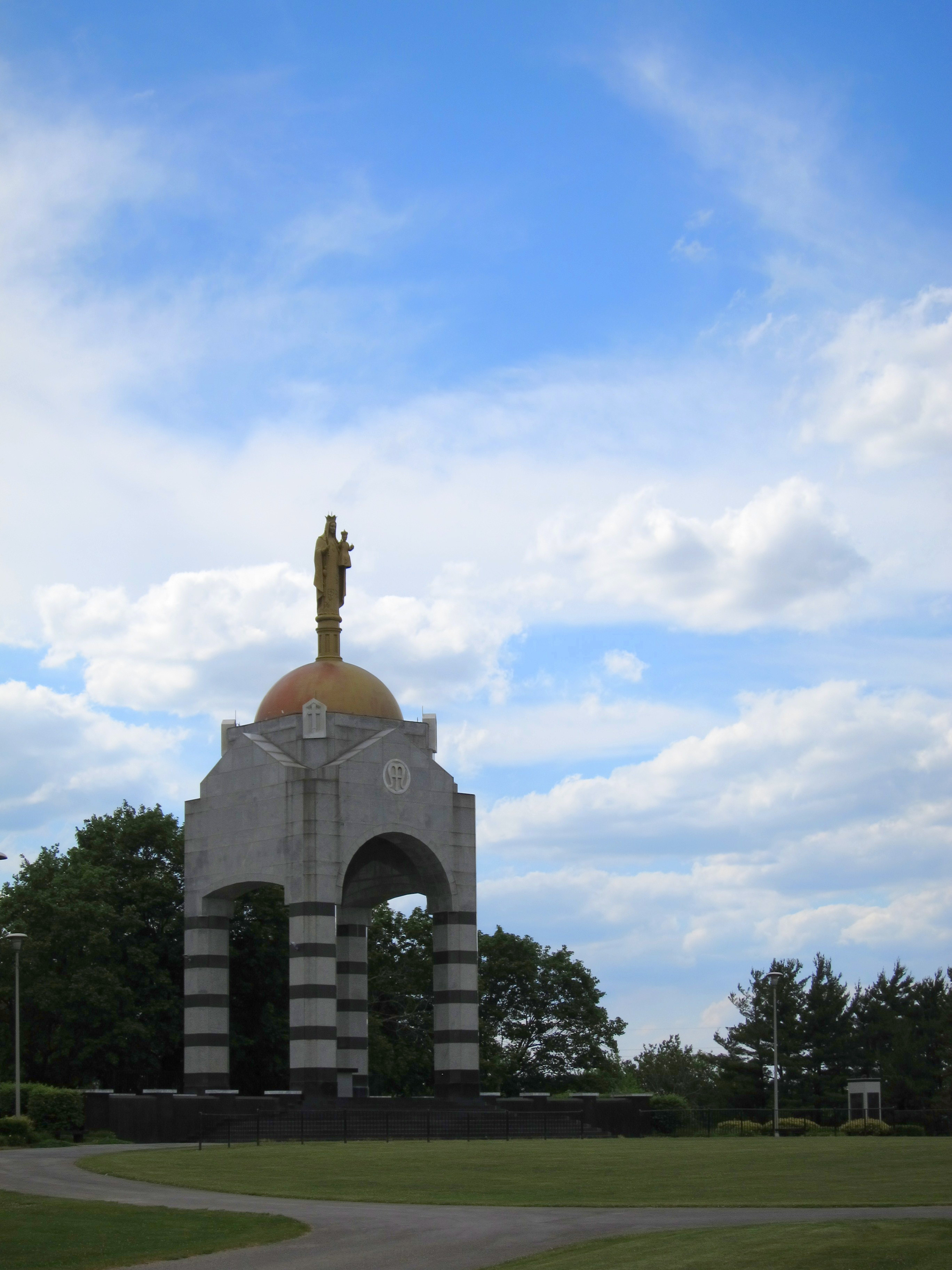
Altar im Heiligtumspark

Im nahe gelegenen Heiligtumspark befindet sich eine Reihe von Kreuzwegstationen, die sich fast über einen Kilometer entlang der gewundenen Randstraße des Parks erstrecken und einen Außenaltar unter einer großen, von vier Marmorsäulen getragenen Kuppel umschließen. Die Kuppel ist mit Gold verziert und trägt an ihrem Scheitelpunkt eine Statue der Heiligen Jungfrau Maria, die von weitem sichtbar ist. Der Heiligtumspark dient als Ziel der religiösen Prozession von der Basilika am Fest Mariä Himmelfahrt.